# São João da Ponte
São João da Ponte is een gemeente in de Braziliaanse deelstaat Minas Gerais. De gemeente telt 26.983 inwoners (schatting 2009).

## Aangrenzende gemeenten
De gemeente grenst aan Capitão Enéas, Ibiracatu, Janaúba, Japonvar, Lontra, Montes Claros, Patis, Varzelândia en Verdelândia.